# Thora Meincke
Thora Ida Antoinette Frederikke Meincke f. Halberg (23. maj 1877 i Odense – 26. december 1911 i København) var en dansk skuespillerinde.
Hun debuterede i marts 1880 i Trondhjem, Norge, kom senere (marts 1900) til Folketeatret i København. Størstedelen af hendes optræden var for Dagmarteatret, men var også tilknyttet teateret Casino. Hun har derudover har mindre roller i fire stumfilm i 1910 og 1911 for tre forskellige produktionsselskaber (Biorama, Kinografen, Nordisk Film Kompagni).
Thora Meincke, født Thora Antoinette Ida Frederikke Halberg, var datter af skuespiller Johan Lauritz Halberg (1834 – 1888) og hustru Georgine "Gina" Hellevig (1851 – 1929). Hun var søster til skuespillerinde Anna Larssen. Hun var gift to gange. Første gang fra 1896 med skuespiller Albrecht Schmidt. Anden gang fra 1909 med læge Henrik Caspar Meincke (1874 – 1946). Hun døde den 26. december 1911 og ligger begravet på Holmens Kirkegård på Østerbro i København.

## Filmografi
- 1910 – Himlens Straf (instruktør Vilhelm Poss-Nielsen, 1910)
- 1910 – En Rekrut fra 64 (som bondens datter Karen; instruktør Urban Gad, 1910)
- 1911 – Ved Fængslets Port (som Stella, varietésangerinde; instruktør August Blom, 1911)
- 1911 – Den hvide Slavehandels sidste Offer (som kreolerinden; instruktør August Blom, 1911)